# Schwerer Kreuzer

Mit bis zu zehn 20,3-cm-Geschützen gehörten die Schweren Kreuzer der Kaiserlich Japanischen Marine – hier die Mikuma – zu den am stärksten bewaffneten. Sie überschritten die Begrenzungen der Flottenkonferenz von 1930 jedoch z. T. erheblich.

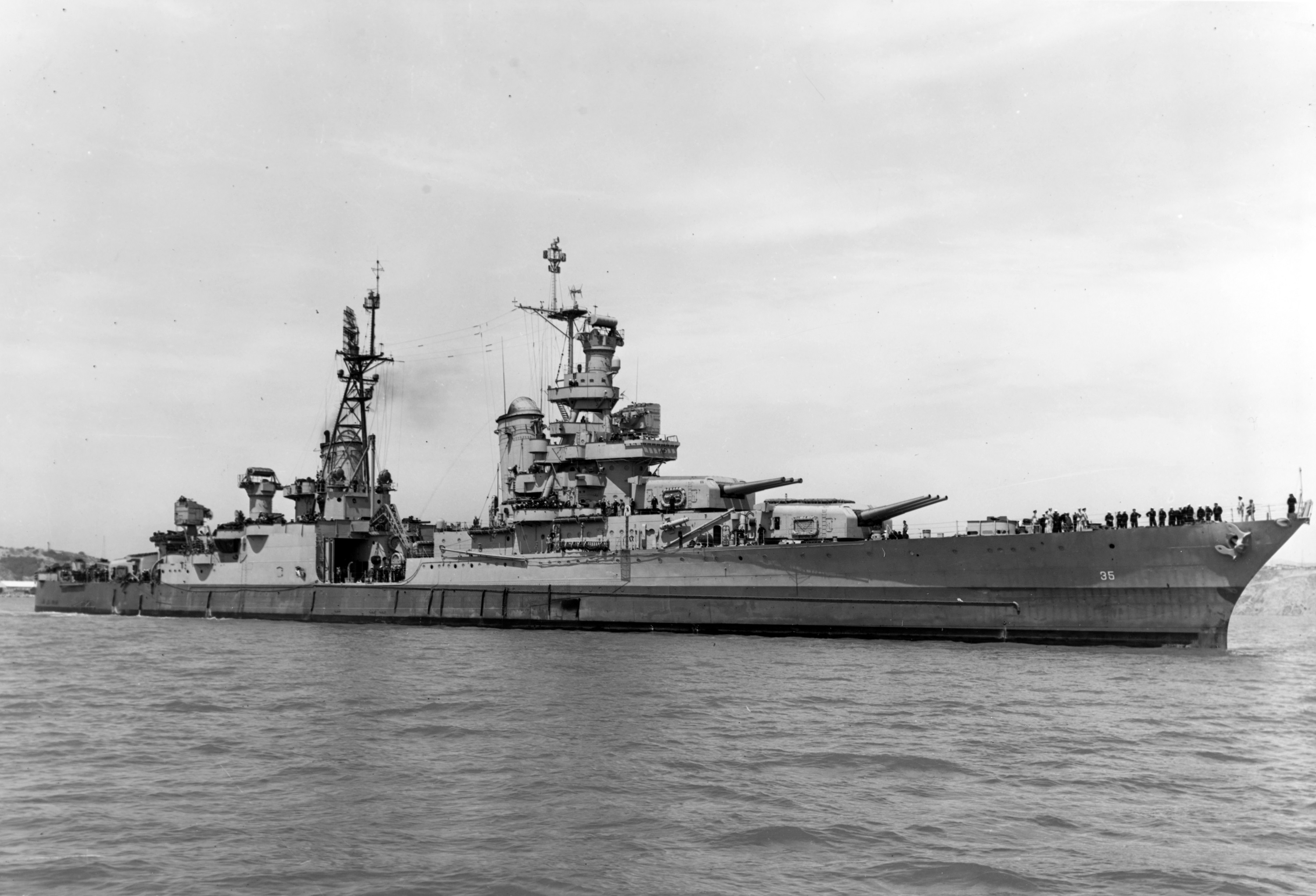
Die Indianapolis der US Navy brachte im Juli 1945 Teile der Atombombe „Little Boy“ zur Pazifikinsel Tinian. Sie wurde mit hohen Verlusten auf der Rückreise von einem japanischen U-Boot versenkt.

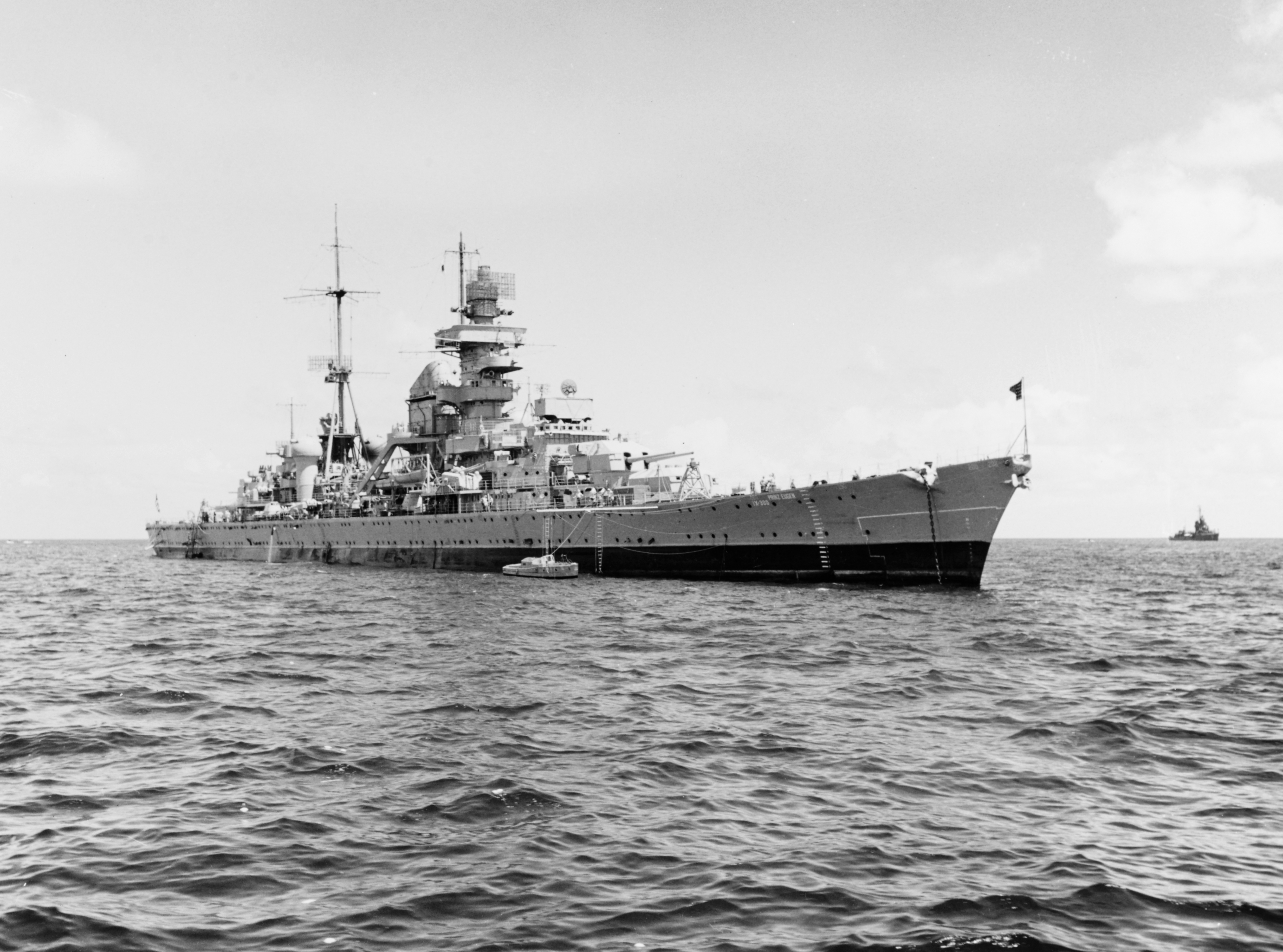
Die Prinz Eugen überstand als einzige schwere Einheit der deutschen Kriegsmarine den Zweiten Weltkrieg intakt. Nach Verwendung bei den Kernwaffentests der „Operation Crossroads“ kenterte sie schließlich im Kwajalein-Atoll, wo das Wrack noch heute liegt

Der Schwere Kreuzer war ein Kriegsschifftyp, der sich nach dem Ersten Weltkrieg entwickelte und nach dem Ende des Zweiten Weltkrieges bald wieder verschwand. Zu einem eigenständigen Kreuzertyp entwickelte sich der Schwere Kreuzer vor allem durch die technischen Vorgaben des Washingtoner Flottenabkommens.
Schwere Kreuzer waren Kreuzer, deren Hauptbewaffnung im Gegensatz zu den Leichten Kreuzern aus Geschützen mit einem Kaliber zwischen 15,5 cm (6,1 Zoll) und 20,3 cm (8 Zoll) bestand.

## Vorläufer und Entwicklungsbeginn
Als unmittelbare Vorläufer dieses Schiffstyps können die Kreuzer der Hawkins-Klasse gesehen werden, die im Ersten Weltkrieg von der Royal Navy in Bau gegeben wurden, um ein wirksames Mittel gegen die deutschen kleinen Kreuzer und Hilfskreuzer zu erhalten, die den Seehandel empfindlich gestört hatten. Sie hatten eine Einsatzverdrängung von rund 9.000 Tonnen, eine Hauptbewaffnung von sieben 19 cm-Geschützen und eine Geschwindigkeit von über 30 kn.
Dies erklärt die qualitativen Höchstgrenzen, die die Washingtoner Flottenkonferenz von 1922 den Schweren Kreuzern zubilligte: Demnach durfte die Standardverdrängung dieses Typ nicht über 10.000 tons (entspricht 10.160 Tonnen) liegen, und das Geschützkaliber durfte 20,3 cm (8 Zoll) nicht überschreiten.
Da die Flottenkonferenz außerdem eine 10-jährige Baupause für Großkampfschiffe festlegte, gingen die großen Marinen der Welt (d. h. v. a. die Vereinigten Staaten, Japan und das Vereinigte Königreich) zu einem Wettrüsten in dieser Schiffsklasse über. Der durchschnittliche „Schwere Kreuzer“, konsequenterweise auch als „Washington-Kreuzer“ bezeichnet, hatte acht oder neun Geschütze in Doppel- oder Drillingstürmen, lief über 30 Knoten, war aber nur leicht gepanzert.

## Kreuzerwettrüsten
Das Kreuzerwettrüsten der 1920er Jahre führte zu dem Versuch, ihren Bau vertraglich einzuschränken. Eine hierfür geplante Konferenz in Genf kam aber nicht zustande, so dass erst bei der nächsten internationalen Flottenkonferenz (London 1930) eine zahlenmäßige Obergrenze für den Kreuzerbestand der Flotten Großbritanniens, der USA und Japans vereinbart wurde. Ebenfalls wurde die wesentliche Unterscheidung zwischen Schweren und Leichten Kreuzern festgelegt, nach der Letztere kein höheres Kaliber als 15,2 cm (6 Zoll) haben durften.
Der Typ war, obgleich er für alle maßgeblichen Marinen gebaut wurde, in den Oberkommandos nicht besonders beliebt. In dem Bestreben, die Kaliberbegrenzung so weit wie möglich auszunutzen, entstanden nun Schiffe, die – gemessen an der Größe von 10.000 Tonnen – in puncto Geschwindigkeit und Bewaffnung hochgezüchtet, aber in Bezug auf Panzerung und Reichweite sowie der Seetüchtigkeit eher schwach ausgeprägt waren. Sowohl an seinen Einsatzmöglichkeiten als auch an seiner Standfestigkeit bestanden daher einige Zweifel daran, dass der Bau dieses Typs besonders sinnvoll sei. Erst nach und nach setzte sich die Einsicht durch, dass die Schiffe eine stärkere Panzerung benötigten, was sich sehr gut bei der französischen Marine beobachten lässt, die ihre Schweren Kreuzer schrittweise von völlig ungeschützten Einheiten zur gut geschützten Algérie fortentwickelte.
In Japan waren, beginnend mit der Furutaka-Klasse, ab 1922 bereits mehrere Klassen Schwerer Kreuzer gebaut worden. Unter den Beschränkungen der Flottenverträge von 1930 baute man ab 1931 – so bezeichnete – Leichte Kreuzer der Mogami-Klasse mit 15,5-cm-Geschützen, schwerer Panzerung und umfangreichen Bordflugeinrichtungen, die die 10.000 Tonnen-Grenze der Verträge inoffiziell erheblich überschritten. Sie waren jedoch bereits bei der Planung dazu ausgelegt, im Bedarfsfall auf Türme mit 20,3-cm-Geschützen umgerüstet zu werden, was dann auch geschah und sie ab 1938 zu vollwertigen Schweren Kreuzern machte.
Die Kriegsmarine beschaffte infolge des deutsch-britischen Flottenabkommens ab 1935 die Schweren Kreuzer der Admiral-Hipper-Klasse, von denen drei fertiggestellt wurden. In Deutschland wurden ab 1940 auch die Panzerschiffe der Deutschland-Klasse als Schwere Kreuzer deklariert, diese Umklassifizierung erfolgte aber im Wesentlichen zu Tarnzwecken; sie entspricht nicht den technisch-taktischen Eigenschaften dieser Schiffe.
Der Typ des Schweren Kreuzers war zu Beginn des Zweiten Weltkrieges in allen Marinen mehr oder weniger zahlreich vorhanden. Selbst Argentinien und Spanien, die durch keinen Vertrag gebunden waren, ließen solche Kreuzer bauen. 1939 verfügte die Royal Navy über 13, die US Navy und die Kaiserlich Japanische Marine über je 18 Schwere Kreuzer. Während des Krieges erhielten diese Schiffe den Spitznamen „10-Minuten-Kreuzer“, um ihre geringe Überlebensdauer in Gefechten zu beschreiben. Insbesondere im Pazifik trugen sie einen großen Teil der Kampfhandlungen während der Schlacht um Guadalcanal. Fast alle Marinen gingen im weiteren Kriegsverlauf dazu über, Leichte Kreuzer zu bauen; nur die USA stellten noch ein gutes Dutzend Einheiten fertig, zuletzt die Des-Moines-Klasse, die mit 20.000 Tonnen, schwerer Panzerung und vollautomatischer Artillerie das Maximum darstellte, was je aus diesem Schiffstyp herausgeholt wurde.